# Muttaburrasaurus
Muttaburrasaurus ist eine Gattung von ornithopoden Dinosauriern (Ornithopoda) aus der Gruppe der Iguanodontia aus der Unterkreide von Australien. Die einzige Art dieser Gattung, die Typusart M. langdoni, wurde 1981 von Alan Bartholomai und Ralph E. Molnar erstbeschrieben. 

## Beschreibung

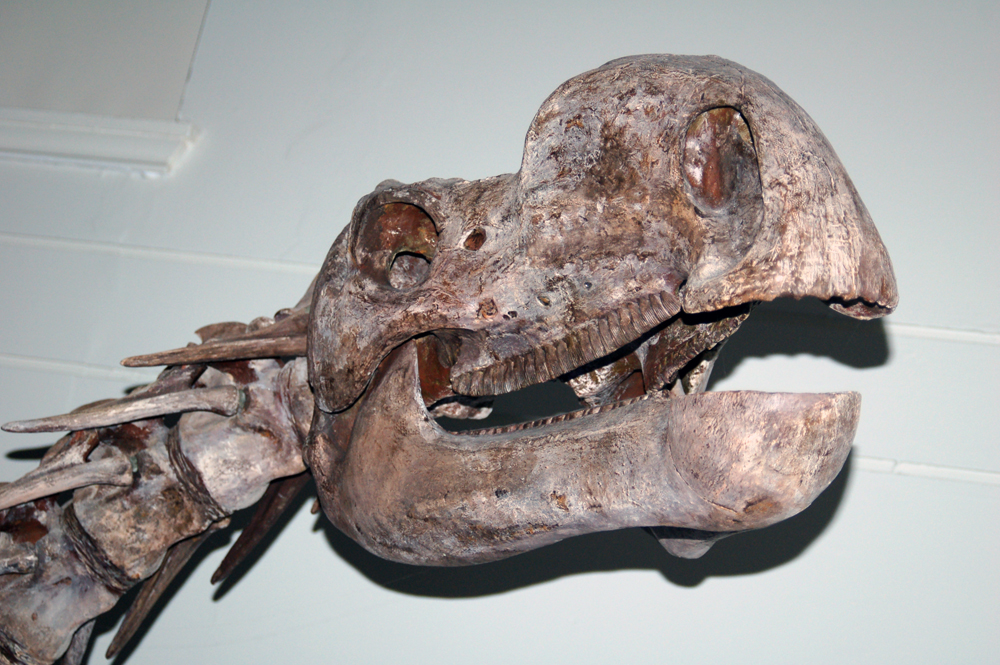
Schädel von Muttaburrasaurus im Australien Museum in Sydney

Muttaburrasaurus war ein etwa sieben Meter langer Pflanzenfresser, der sich wahrscheinlich sowohl quadruped (vierbeinig) als auch biped (zweibeinig) fortbewegte. Der Schädel zeigt eine vergrößerte, nach oben gewölbte Schnauze, die möglicherweise zur Erzeugung von Lauten oder zur Zurschaustellung diente. Der Schnabel war zahnlos, anders als bei Iguanodon waren die Backenzähne nicht für das Kauen geeignet. Die Hand wies fünf Finger auf; ob ein Daumenstachel wie bei Iguanodon oder Ouranosaurus vorhanden war, ist wegen des lückenhaften Fossilberichts nicht bekannt.

## Systematik
Ursprünglich wurde Muttaburrasaurus in die Iguanodontidae gestellt. Eine Neubearbeitung dieser Gruppe im Jahre 1990 durch die Paläontologen David Norman und David Weishampel bestätigte die Zugehörigkeit der Gattung zu den Iguanodontia, stellte sie jedoch außerhalb der Iguanodontidae. Die genauen Verwandtschaftsbeziehungen (Systematik) der Gattung sind noch unklar, sie könnte jedoch nahe mit Tenontosaurus und Zalmoxes verwandt sein.

## Entdeckung und Namensgebung

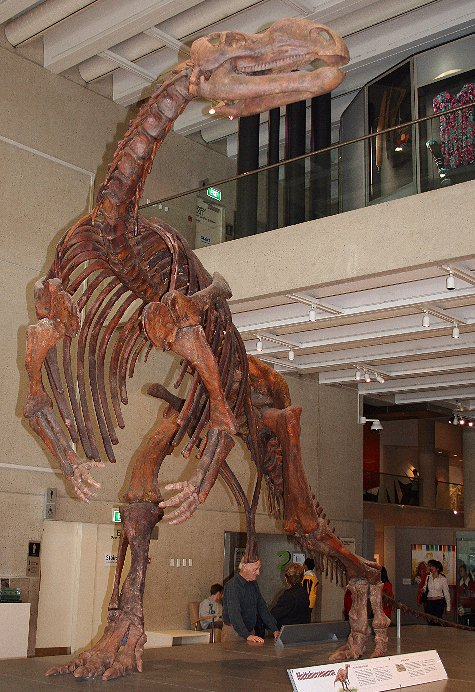
Skelettrekonstruktion im Queensland Museum

Muttaburrasaurus wurde 1963 am Thompson River im australischen Bundesstaat Queensland in der Nähe von Muttaburra entdeckt und nach dieser Stadt benannt. Das Artepitheth langdoni ehrt Doug Langdon, einem Viehzüchter, der die Fossilien entdeckt hatte. Lithostratigraphisch stammen die Fossilien aus marinen Sedimenten der Mackunda-Formation, die im Albium zur Ablagerung kamen. Es wird vermutet, dass der Kadaver des Tieres (Holotypus QM F6140) in das Meer gespült wurde, bevor er von Sedimenten bedeckt wurde. Ein stark deformierter Schädel, bekannt als „Dunluce Skull“, wurde im Jahre 1987 zwischen Hughenden und Richmond entdeckt. Fragmente eines dritten Schädels stammen aus Lona, ebenfalls nahe Hughenden. Neben diesen Funden sind einige Zähne bekannt, die im Süden von Lightning Ridge im Nordwesten von New South Wales gefunden wurden. Nach Minmi ist es der am vollständigsten erhaltene Dinosaurier von Australien.

## Weiterführende Literatur
- Alan Bartholomai, Ralph E. Molnar: Muttaburrasaurus, a new iguanodontid (Ornithischia: Ornithopoda) dinosaur from the Lower Cretaceous of Queensland. In: Memoirs of the Queensland Museum. Bd. 20, Nr. 2, 1981, ISSN 0079-8835, S. 319–349.